# 小松原凜香
小松原 凜香（こまつばら りんか、2001年5月16日 - ）は、日本の女子バレーボール選手である。

## 来歴
島根県松江市出身。
島根県立松江北高等学校、京都橘大学を経て、2023-24シーズン、V.LEAGUE DIVISION1 WOMEN（V1女子）に所属する岡山シーガルズの内定選手となった。内定選手としてV1女子の試合に出場し、Vリーグデビューを果たした。

## 所属チーム
- 島根県立松江北高等学校（2017-2020年）
- 京都橘大学（2020-2024年）
- 岡山シーガルズ（2024年-）